# ناحیه پایتختی سئول
ناحیه پایتختی سئول (به انگلیسی: Seoul Capital Area به اختصار: SCA) کلان شهری با مرکزیت سئول واقع در شمال غربی کره جنوبی که در کره به عنوان سوداگون (به انگلیسی: Sudogwon; کره‌ای: 수도권; هانجا: 首都圈; لاتین‌نویسی اصلاح‌شده: Sudogwon; مک‌کیون–ریشاور: Sudokwŏnبا تلفظ کره‌ای: [sʰudoɡwʌn]) یا منطقه گیونگی (به انگلیسی: Gyeonggi region; کره‌ای: 경기 지방; هانجا: 京畿地方; لاتین‌نویسی اصلاح‌شده: Gyeonggi Jibang; مک‌کیون–ریشاور: Kyŏnggi Jibang) معرفی شده است و شامل دو مطلب متفاوت مناطق اداری اینچئون و گیونگی-دو است.
ناحیه پایتختی سئول دارای جمعیتی معادل ۲۴ میلیون نفر (تا سال ۲۰۱۲) است و رتبه چهارم بزرگترین منطقه شهری در جهان را داراست. مساحت آن در حدود ۱۱٬۷۰۴ کیلومتر مربع است. این کلان‌شهر، پایتخت فرهنگی، تجاری، صنعتی و مسکونی کره جنوبی است. بزرگترین شهر آن سئول با جمعیتی حدود ۱۰ میلیون نفر و پس از آن اینچئون با ۳ میلیون نفر است.

## جغرافیا و آب و هوا
ناحیه پایتختی سئول در دره رودخانه هان واقع شده که شامل برخی از حاصلخیزترین زمین‌ها در شبه جزیره کره است. هرچند در حال حاضر زمین‌های نسبتاً کمی از این منطقه برای کشاورزی مورد استفاده قرار می‌گیرد. عمدهٔ مساحت شهرهای گیمپو و بوچئون را زمین‌های زراعی پوشش می‌دهد.

## تاریخچه

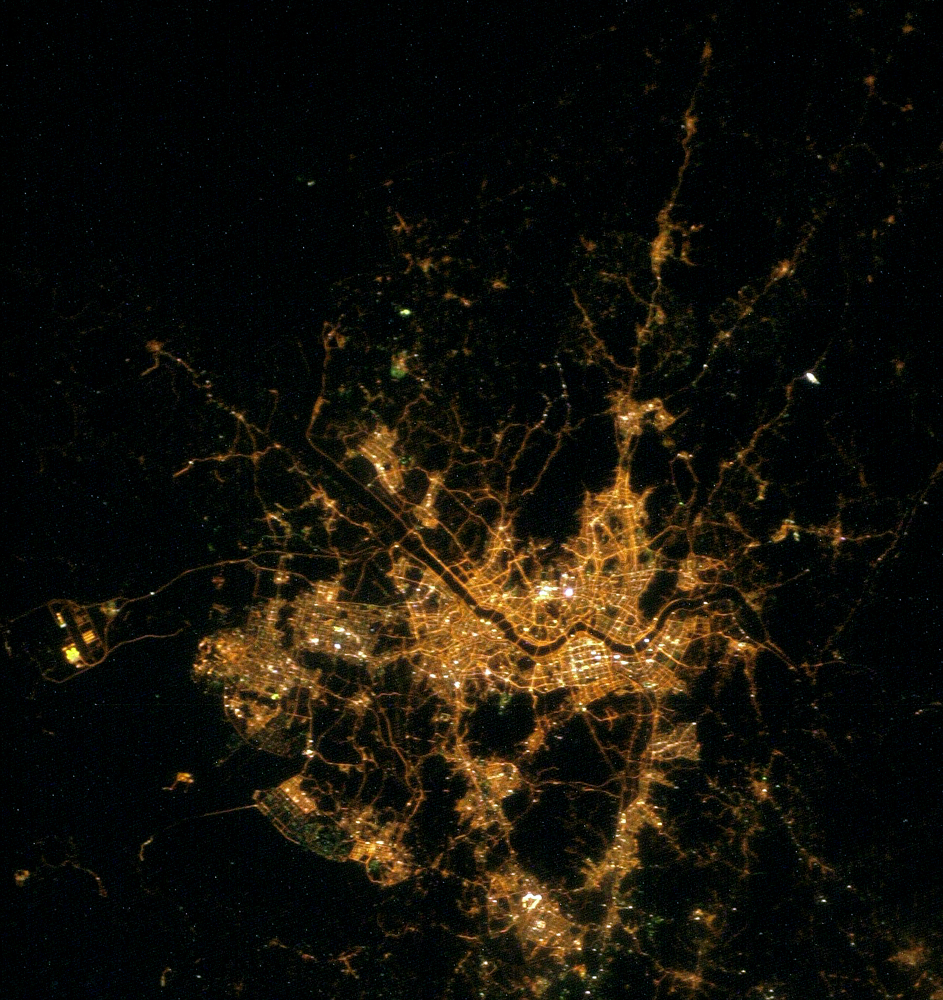
تصویر ماهواره‌ای از سئول و منطقه

ناحیه پایتختی سئول از حدود ۲۰۰۰ سال پیش پایتخت کره بوده است. موقعیت مرکزی و چشم‌اندازهای نسبتاً ملایم آن همواره به این منطقه یک نقش مرکزی در امور این کشور داده است.
این شهر پایتخت دودمان‌های بائکجیه (۱۸ پ.م. - ۶۶۰ ب. م) و جوسئون (۱۳۹۲–۱۹۱۰) هم بوده‌است.
پس از تشکیل کشور کره جنوبی در سال ۱۹۴۸، سئول به عنوان پایتخت این کشور برگزیده‌شد.
در طول جنگ کره (۱۹۵۰–۱۹۵۳) جنگ در ناحیه پایتختی سئول تمرکز یافت که بسیار مخرب بود و بسیاری از مناطق سئول و اطراف آن تخریب شدند. به ویژه سئول ضربه سختی خورد و چهار بار در طول جنگ میان طرفین رد و بدل شد.
در طول نیمه دوم قرن ۲۰ ناحیه پایتختی سئول به سرعت شروع به توسعه به عنوان پایتخت اقتصادی کره جنوبی کرد. جمعیت آن به چهار برابر پس از جنگ کره گسترش یافت. در سال ۲۰۰۱ فرودگاه بین‌المللی جدید اینچئون همه پروازهای بین‌المللی به سئول را دربر گرفت.

## تقسیم‌بندی
ناحیه پایتختی سئول به شهر ویژه سئول، کلان‌شهر اینچئون و استان گیونگی-دو تقسیم شده است. سئول دارای ۲۵ گو (بخش دولت محلی)، اینچون دارای ۸ گو و ۲ شهرستان و گیونگی-دو دارای ۲۷ شهر و ۴ شهرستان به عنوان تقسیم‌بندی هستند.

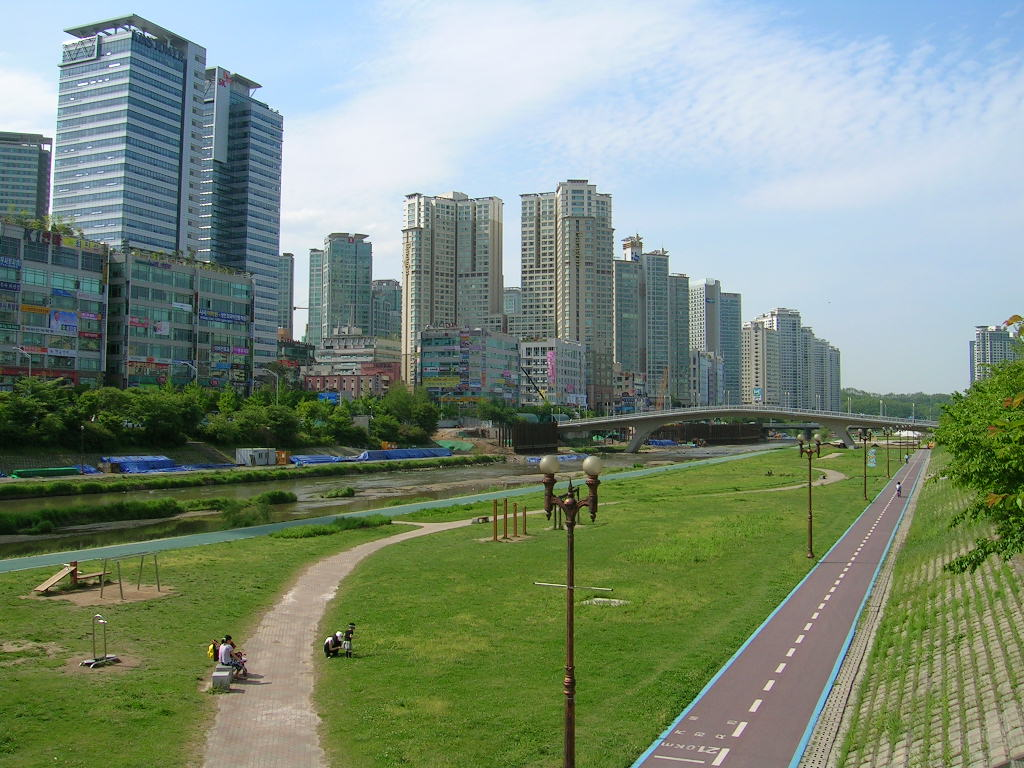
باندانگ، سئونگنام

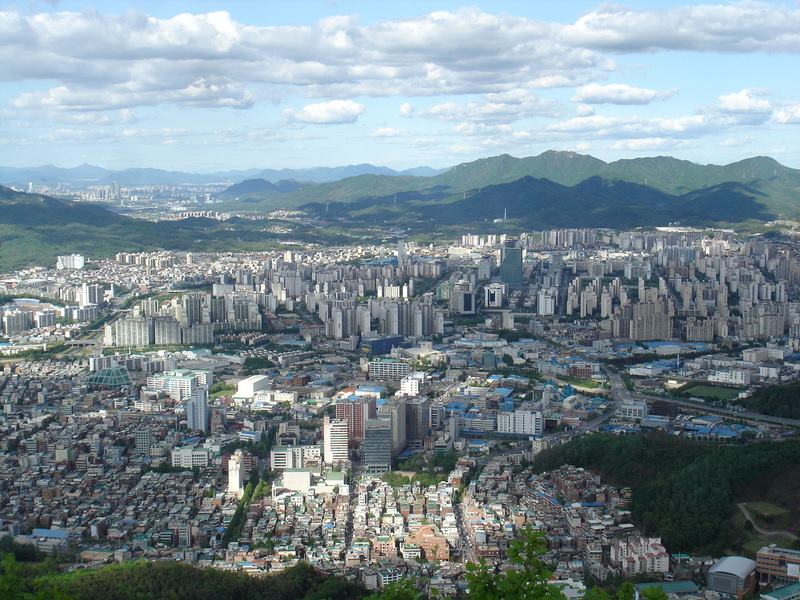
آنیانگ، گیونگگی

### سئول
۲۵ منطقه سئول عبارتند از:
| - Neung District (도봉구; 道峰區) - Dongdaemun District (동대문구; 東大門區) - Dongjak District (동작구; 銅雀區) - Eunpyeong District (은평구; 恩平區) - Gangbuk District (강북구; 江北區) - Gangdong District (강동구; 江東區) - منطقه گانگنام Gangnam (강남구; 江南區) - Gangseo District (강서구; 江西區) - Geumcheon District (금천구; 衿川區) | - Guro District (구로구; 九老區) - Gwanak District (관악구; 冠岳區) - Gwangjin District (광진구; 廣津區) - منطقه جونگنو Jongno District (종로구; 鍾路區) - منطقه جونگJung District (중구; 中區) - Jungnang District (중랑구; 中浪區) - Mapo District (마포구; 麻浦區) - Nowon District District (노원구; 蘆原區) | - Seocho District (서초구; 瑞草區) - Seodaemun District (서대문구; 西大門區) - Seongbuk District (성북구; 城北區) - Seongdong District (성동구; 城東區) - Songpa District (송파구; 松坡區) - Yangcheon District (양천구; 陽川區) - Yeongdeungpo District (영등포구; 永登浦區) - Yongsan District (용산구; 龍山區) |

### اینچئون
۸ منطقه و ۲ شهر اینچئون عبارتند از:.
| - Bupyeong District (부평구; 富平區) - منطقه دونگ Dong District (동구; 東區) - Gyeyang District (계양구; 桂陽區) - منطقه یونگ Jung District (중구; 中區) | - منطقه نم Nam District - Namdong District (남동구; 南洞區) - Seo District (서구; 西區) - Yeonsu District (연수구; 延壽區) | - شهر گانگهوا Ganghwa County (강화군; 江華郡) - شهر آنژین Ongjin County (옹진군; 甕津郡) |

### گیونگی-دو
۲۷ شهر و ۴ شهرستان گیونگی-دو عبارت است. (در زیر هفت شهر بزرگ بر اساس جمعیت مرتب شده‌اند):

#### سوون
۴ گو از سوون (수원; 水原).
- Paldal-gu-gu (팔달구; 八達區)
- Yeongtong-gu (영통구; 霊通區)
- Jangan-gu (장안구; 長安區)
- Gwonseon-gu (권선구; 勸善區)

#### گویانگ
۳ گو از گویانگ (고양; 高陽).
- Deogyang-gu (덕양구; 德陽區)
- Ilsandong-gu (일산동구; 一山東區)
- Ilsanseo-gu (일산서구; 一山西區)

#### یونگین
۳ گو از یونگین (용인; 龍仁).
- Cheoin-gu (처인구; 處仁區)
- Giheung-gu (기흥구; 器興區)
- Suji-gu (수지구; 水枝區)

#### سئونگنام
۳ گو از سئونگنام (성남; 城南).
- Bundang-gu (분당구; 盆唐區)
- Jungwon-gu (중원구; 中原區)
- Sujeong-gu (수정구; 壽井區)

#### آنسان
۲ گو از آنسان (안산; 安山).
- Danwon-gu (단원구; 檀園區)
- Sangnok-gu (상록구; 常綠區)

#### انینگ
۲ گو از انینگ (안양; 安養).
- Zhongdong-gu (동안구; 東安區)
- Manan-gu (만안구; 萬安區)

## حمل و نقل

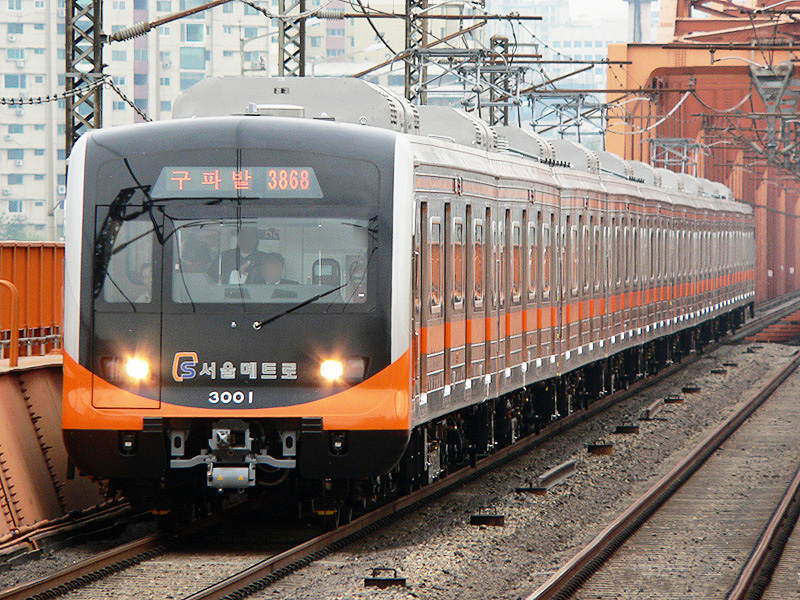
خط ۳ متروی شهری سئول

نقشه بزرگراه‌های سئول

شهرهای ناحیه پایتختی سئول به طرز مطلوبی از طریق جاده و راه آهن به هم پیوسته‌اند. خط راه آهن گیونگی-دو مهمترین خط راه آهن در کشور است. علاوه بر آن بسیاری از نیاز رفت‌وآمد توسط متروی شهری سئول از طریق سئول، اینچئون و بسیاری از شهرهای دور دیگر برآورده می‌شود.
ناحیه پایتختی سئول یک رابط برای سفرهای هوایی و دریایی بشمار می‌رود. بزرگترین فرودگاه کشور، فرودگاه بین‌المللی اینچئون و فرودگاه بین‌المللی گیمپو، در ناحیه شهری است. کشتی‌های داخلی و بین‌المللی چندین بار در روز از پایانه اینچئون حرکت می‌کنند. حجم عظیم حمل و نقل بین‌المللی از طریق پایانه‌های کانتینری اینچئون به انجام می‌رسد که عمدتاً به مقصد و از مبدأ چین محدود می‌شوند.